# Gilberto Concepcion de Gracia
Gilberto Concepción de Gracia, detto Don Gilberto (Vega Alta, 9 luglio 1909 – Santurce, 15 marzo 1968), è stato un politico portoricano.
Gilberto fu il fondatore del Partito Indipendentista Portoricano nel 20 ottobre 1946 a Bayamón.  È stato membro del Senato di Porto Rico tra il 1952 e il 1960.  Nel 1964 è stato candidato al governo.